# Egon Henninger
Egon Henninger (n. 22 iunie 1940, Kühlungsborn, Republica Democrată Germană – d. 10 august 2025) a fost un înotător ce a reprezentat Germania, medaliat olimpic. A participat la 3 ediții ale Jocurilor Olimpice (1960, 1964, 1968) în care a câștigat două medalii de argint.